# Battaglia di Rodi (1912)

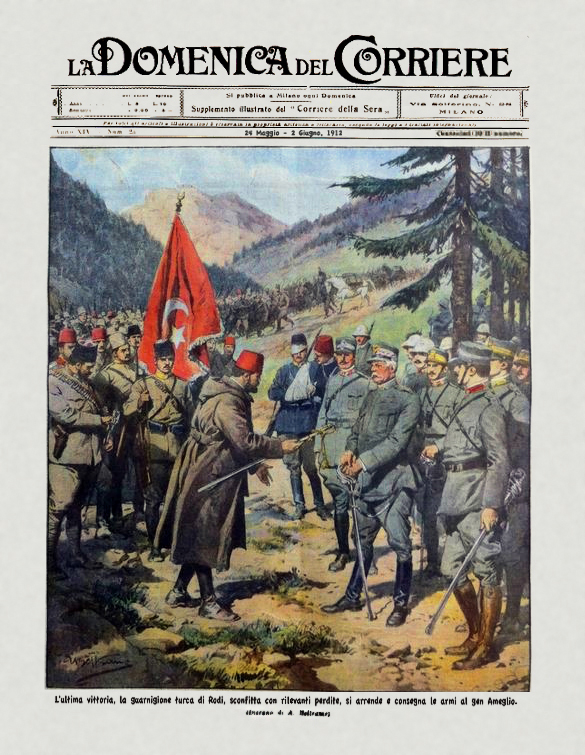
16 maggio 1912: resa della guarnigione turca al Generale Ameglio, presso Psitos

La battaglia di Rodi fu un episodio della guerra italo-turca tra Regno d'Italia e Impero ottomano; fu combattuta il 16 maggio 1912, quando truppe della Regia Marina e del Regio Esercito occuparono l'isola difesa dalle milizie turche: fu l'evento più importante della guerra nel teatro del Mar Egeo.
Le forze italiane assommavano a 9 000-10 400 soldati supportati da unità della Regia Marina italiana. I difensori erano poco più di 1 000 regolari ottomani, più 10 000 miliziani reclutati dalla comunità musulmana dell'isola.
Lo sbarco iniziò alle 2:00 del 4 maggio 1912; al primo scontro le perdite italiane furono limitate a sette feriti, mentre i turchi erano in ritirata verso la città di Rodi.
Il 7 maggio il wali locale veniva catturato con 100 soldati ottomani e inviato a Taranto. Il 15 maggio la città era completamente circondata, bombardata dalla corazzata Ammiraglio di Saint Bon: dopo nove ore le forze ottomane erano in rotta con 983 prigionieri.
La città si arrese il giorno seguente: dopo 390 anni di dominio ottomano, l'isola era in mano ad una potenza europea.